# إينتشكه (ترجان سقز)
قرية إينتشكه (بالكردية: ئینچکە) هي إحدى القرى التابعة لـترجان في ريف قسم مركزي من مقاطعة سقز، في محافظة كردستان الإيرانية.

## السكان
حسب إحصاءات سنة 2006، بلغ إجمالي السكان في إينتشكه 21 نسمة وعدد المساكن 4 مسكن. لغة سكان إينتشكه هي اللغة الكردية و هم من أهل السنة والجماعة والمذهب الشافعي.